# Eucorydia tristis
Eucorydia tristis är en kackerlacksart som beskrevs av Hanitsch 1929. Eucorydia tristis ingår i släktet Eucorydia och familjen Polyphagidae. Inga underarter finns listade i Catalogue of Life.